# Pierre Wirth (franciscain)
Pour les articles homonymes, voir Pierre Wirth.
Pierre Wirth (qui prendra par la suite le nom de frère Jacques), né le 15 octobre 1830 à Niederbreitbach dans la vallée de la Wied (en Rhénanie-Palatinat) et mort le 28 mars 1871, est un tertiaire franciscain.
Il était le quatrième enfant de Théodore et Catherine Wirth ; son père était berger et sa mère gérait un estaminet. Son père mourut alors qu'il n'avait que neuf ans et sa mère mourut un an plus tard. Cette tragédie entraîna la dispersion de la famille. Pierre fut accueilli par son parrain, instituteur à Niederbreitbach. Le temps passant, il devint son assistant, mais des raisons financières l'empêchèrent de suivre l'école de formation des maîtres, et, il fera finalement un apprentissage de cordonnier.

## Vie religieuse
Il joignit les tertiaires franciscains, très engagés dans les activités socio-religieuses dans la Rhénanie-Palatinat de l'époque, et se sentit de plus en plus attiré par le monastère.
Durant l'été 1854, il fonda, avec un ami, la communauté des artisans pieux, dans le but d'élever, de nourrir et de former des orphelins.
En 1862, avec l’aide du père Gomm et le soutien de l’évêque de Trèves, ils fondèrent la congrégation des Frères franciscains de la Sainte-Croix (FFSC). Cette communauté socio-caritative fut un grand succès, mais son fondateur mourut le 28 mars 1871, de la variole qu'il avait contractée en soignant des malades.
Son corps est enterré dans la chapelle de la tour de la maison Saint-Joseph à Hausen dans la vallée de la Wied. Les Frères franciscains de la Sainte-Croix poursuivent son œuvre en tenant toujours des maisons socio-caritatives et des hôpitaux pour personnes âgées, malades, handicapées, infirmes et pauvres.